# Michel Perin
Michel Perin (20 mei 1947) is een voormalig Frans wielrenner.

## Levensloop en carrière
Perin werd prof in 1968 bij Mercier, de Franse ploeg van Raymond Poulidor. Daar bleef hij vervolgens het grootste deel van zijn carrière rijden. Behoudens een jaar Gitane, de ploeg van Bernard Hinault, alwaar hij zijn carrière afsloot in 1977, week hij geen moment van Poulidors zijde. Zijn enige overwinningen zijn de GP Kanton Aargau in 1971 en Le Samyn in 1977. 

## Resultaten in voornaamste wedstrijden
| Jaar | Ronde van Italië | Ronde van Frankrijk | Ronde van Spanje |
| ---- | ---------------- | ------------------- | ---------------- |
| 1970 |                  | 79e                 |                  |
| 1971 |                  | 23e                 |                  |
| 1972 |                  | 19e                 |                  |
| 1973 |                  | 7e                  |                  |
| 1974 |                  | 16e                 |                  |
| 1975 |                  | opgave              |                  |
| 1976 |                  | 40e                 |                  |